# Скала, Джиа
Джиа Скала (англ. Gia Scala, настоящее имя — Джозефи́н Джова́нна Ско́льо (англ. Josephine Giovanna Scoglio; 3 марта 1934, Ливерпуль, Ланкашир, Англия, Великобритания — 30 апреля 1972, Голливуд, Калифорния, США) — британско-американская актриса и фотомодель.

## Биография
Джозефин Джованна Скольо (настоящее имя Джиа Скала) родилась 3 марта 1934 года в Ливерпуле (графство Ланкашир, Англия, Великобритания) в семье сицилийца Пьетро Скольо и ирландки Айлин Салливан. У неё была сестра — актриса Тара Скала.
В детстве жила в Риме (Италия), а в 1948 году переехала в США, где она училась и работала в Нью-Йорке. Во время, когда не могла определиться с профессией, работала делопроизводителем и клерком. В 1955 году, взяв псевдоним Джиа Скала, начала свою кинокарьеру, сыграв свою дебютную роль дочери Мануэля в фильме «Всё, что дозволено небесами». В 1969 году сыграла свою 31-ю и последнюю роль — Энджел в эпизоде «Художник для кадрирования» телесериала «Это займёт у вора». Также была фотомоделью.
Страдая от депрессии и алкоголизма, совершила несколько неудачных попыток самоубийства. В последние годы жизни депрессия усилилась в результате развода. 38-летняя Джиа скончалась 30 апреля 1972 года от случайной передозировки алкоголем и лекарствами у себя дома в Голливуде (штат Калифорния, США). Похоронена на Кладбище Святого креста (Калвер-Сити).

## Личная жизнь
В 1959—1970 годах была замужем за актёром Доном Барнеттом (род. 1929).

## Избранная фильмография
| Год       |   | Русское название            | Оригинальное название     | Роль                    |
| --------- | - | --------------------------- | ------------------------- | ----------------------- |
| 1955      | ф | Всё, что дозволено небесами | All That Heaven Allows    | дочь Мануэля            |
| 1956      | ф | Цена страха                 | The Price of Fear         | Нина Ферранти           |
| 1957      | ф | Не подходи к воде           | Don't Go Near the Water   | Мелора Эльба            |
| 1957      | ф | Текстильные джунгли         | The Garment Jungle        | Тереза Рената           |
| 1957      | ф | Ставка на мёртвого жокея    | Tip on a Dead Jockey      | Пакита Хейдон           |
| 1959      | ф | Холмы гнева                 | The Angry Hills           | Элефтерия               |
| 1959      | ф | Битва за Коралловое море    | Battle of the Coral Sea   | Карен Филлипс           |
| 1960—1961 | с | Альфред Хичкок представляет | Alfred Hitchcock Presents | Лотти Рэнк/Лиза Тальбот |
| 1961      | ф | Пушки острова Навароне      | The Guns of Navarone      | Анна                    |
| 1969      | с | Это займёт у вора           | It Takes a Thief          | Энджел                  |